# Masato Harada
Masato Harada (jap. 原田眞人 Harada Masato; ur. 3 lipca 1949 w Numazu) – japoński reżyser filmowy, scenarzysta i krytyk filmowy, a czasem także aktor zagranicznej publiczności najbardziej znany z ról Omury w Ostatnim samuraju i Mity w Nieustraszonym. W obu rolach wciela się w czarny charakter, który chce zmodernizować Japonię w ramach restauracji Meiji, próbując przy tym usunąć stare konwencje.

## Filmografia

### Reżyser
- Saraba eiga no tomoyo: Indian samaa (1979)
- Uindii (1984)
- Paris/Dakar 1500 (1986)
- Saraba itoshiki hito yo (1987)
- Gunhed (1989)
- Tuff 5 (1992)
- Painted Desert (1993)
- Kamikaze takushî (1995)
- Sen o zwycięstwie (1996)
- Bounce Ko Gals (1997)
- Jubaku: Spellbound (1999)
- Inugami (2001)
- Totsunyûseyo! Asama sansô jiken (2002)
- Jiyû ren'ai (2005)
- Densen Uta (2007)
- Mōryō no Hako (The Shadow Spirit) (2007)
- Kuraimâzu hai (2008)
- Waga haha no ki (2011)
- Return (2013)
- Kakekomi (2015)
- The Emperor in August (2015)
- Sekigahara (2017)
- Killing for the Prosecution (2018)
- Baragaki: Unbroken Samurai (2021)
- Hell Dogs (2022)
- Bad Lands (2023)

### Aktor
- Ostatni samuraj (2003) jako Omura
- Nieustraszony (2006) jako Mita